# Nederlandse kampioenschappen schaatsen allround & sprint 2018
De Nederlandse kampioenschappen schaatsen allround & sprint 2018 in het langebaanschaatsen werden op 27 en 28 januari verreden op de overdekte schaatsbaan Thialf in Heerenveen, Friesland. Voor de mannen allround was het de 76e editie, voor de vrouwen allround de 60e editie, voor de mannen sprint de 50e editie en voor de vrouwen sprint de 36e editie. Het was voor de derde keer dat deze vier kampioenschappen tegelijkertijd plaatsvonden. Bij drie kampioenschappen kwamen twintig deelnemers aan de start, bij het mannen sprinttoernooi 22.
Heerenveen was voor de 19e keer de locatie voor het mannen allroundkampioenschap, voor de 17e keer voor het vrouwen allroundkampioenschap, voor de 13e keer voor het mannen sprintkampioenschap en voor de 9e keer voor het vrouwen sprintkampioenschap.
Van de podiumgangers van 2017 kwam alleen het trio bij de vrouwen sprint (Ireen Wüst, Anice Das en Sanneke de Neeling) op deze editie aan de start. Bij de mannen allround en mannen sprint kwam alleen de nummer-3, respectievelijk Marcel Bosker en Pim Schipper in actie. Jan Blokhuijsen, Patrick Roest (mannen allround), Marije Joling, Yvonne Nauta en Carlijn Achtereekte (vrouwen allround) en Ronald Mulder, Jan Smeekens (mannen sprint ontbraken op deze kampioenschappen.
De vier kampioenen, Marcel Bosker, Annouk van der Weijden, Dai Dai Ntab en Letitia de Jong werden alle vier voor het eerst Nederlands kampioen. Bosker eindigde in 2017 als derde, Van der Weijden in 2016 als tweede. Voor de beide sprintkampioenen was het hun eerste podiumplaats.
Bij de mannen allround stonden de nummers twee en drie, Lex Dijkstra en Thomas Geerdinck, voor het eerst op het eindpodium. In het vrouwen allroundtoernooi behaalde Linda de Vries met haar tweede plaats haar vierde podiumplaats, in 2012 werd ze ook tweede, in 2015 en 2016 derde. Nummer drie, Melissa Wijfje, nam voor het eerst op het eindpodium plaats. In het mannen sprinttoernooi behaalde Hein Otterspeer met zijn tweede plaats zijn vijfde podiumplaats, in 2015 werd hij Nederlands kampioen, in 2012 en 2014 ook tweede en in 2013 derde. Nummer drie, Thomas Krol, nam voor het eerst op het eindpodium plaats. Voor Anice Das, de nummer-2 bij de vrouwen sprint, was het na de tweede plaats in 2017 haar tweede podiumplaats. De nummer-3 bij de vrouwen sprint, Sanneke de Neeling, stond voor de derde keer op het podium, ze werd kampioene in 2016 en in 2017 ook derde.
Dit weekend werden er op de afstanden 32 persoonijke records gereden , in de allroundtoernooien elf bij de mannen en zes bij de vrouwen, en in de sprinttoernooien tien bij de mannen en vijf bij de vrouwen.
Bij deze kampioenschappen konden tevens de resterende startbewijzen voor de WK allround en WK sprint van dit seizoen worden verdiend. Tijdens het Olympisch kwalificatietoernooi hadden Sven Kramer en Patrick Roest (mannen allround), Antoinette de Jong en Ireen Wüst (vrouwen allround), Ronald Mulder en Kjeld Nuis (mannen sprint) en Marrit Leenstra en Jorien ter Mors (vrouwen sprint) zich hiervoor direct geplaatst. Kai Verbij (mannen sprint) werd hiervoor door de KNSB aangewezen. Behalve Wüst (vrouwen sprinttoernooi) kwamen zij dan ook niet aan de start op deze kampioenschappen. De resterende drie startbewijzen gingen naar Marcel Bosker, Annouk van der Weijden en Letitia de Jong.

## Programma
| zaterdag 27 januari | zondag 28 januari |
| --- | --- |
| 0500 meter vrouwen allround 0500 meter mannen allround 3000 meter vrouwen allround 5000 meter mannen allround 0500 meter vrouwen sprint 0500 meter mannen sprint 1000 meter vrouwen sprint 1000 meter mannen sprint | 1.1500 meter vrouwen allround 1.1500 meter mannen allround 1.5000 meter vrouwen allround 10.000 meter mannen allround 0500 meter vrouwen sprint 0500 meter mannen sprint 1000 meter vrouwen sprint 1000 meter mannen sprint |

## Podia

### Mannen allround
| Onderdeel      | 1e            | 2e            | 3e               |
| -------------- | ------------- | ------------- | ---------------- |
| Eindklassement | Marcel Bosker | Lex Dijkstra  | Thomas Geerdinck |
|                |               |               |                  |
| 500 m          | Tijmen Snel   | Marcel Bosker | Thomas Geerdinck |
| 5000 m         | Marcel Bosker | Lex Dijkstra  | Marwin Talsma    |
| 1500 m         | Marcel Bosker | Tijmen Snel   | Chris Huizinga   |
| 10.000 m       | Marcel Bosker | Lex Dijkstra  | Marwin Talsma    |

### Vrouwen allround
| Onderdeel      | 1e                     | 2e                     | 3e               |
| -------------- | ---------------------- | ---------------------- | ---------------- |
| Eindklassement | Annouk van der Weijden | Linda de Vries         | Melissa Wijfje   |
|                |                        |                        |                  |
| 500 m          | Annouk van der Weijden | Linda de Vries         | Aveline Hijlkema |
| 3000 m         | Annouk van der Weijden | Linda de Vries         | Melissa Wijfje   |
| 1500 m         | Linda de Vries         | Annouk van der Weijden | Melissa Wijfje   |
| 5000 m         | Annouk van der Weijden | Reina Anema            | Sanne in 't Hof  |

### Mannen sprint
| Onderdeel      | 1e            | 2e              | 3e               |
| -------------- | ------------- | --------------- | ---------------- |
| Eindklassement | Dai Dai Ntab  | Hein Otterspeer | Thomas Krol      |
|                |               |                 |                  |
| 500 m          | Dai Dai Ntab  | Michel Mulder   | Hein Otterspeer  |
| 1000 m         | Thomas Krol   | Hein Otterspeer | Lucas van Alphen |
| 500 m          | Michel Mulder | Dai Dai Ntab    | Hein Otterspeer  |
| 1000 m         | Thomas Krol   | Hein Otterspeer | Michel Mulder    |

### Vrouwen sprint
| Onderdeel      | 1e              | 2e                 | 3e                   |
| -------------- | --------------- | ------------------ | -------------------- |
| Eindklassement | Letitia de Jong | Anice Das          | Sanneke de Neeling   |
|                |                 |                    |                      |
| 500 m          | Anice Das       | Letitia de Jong    | Floor van den Brandt |
| 1000 m         | Letitia de Jong | Anice Das          | Lotte van Beek       |
| 500 m          | Letitia de Jong | Sanneke de Neeling | Floor van den Brandt |
| 1000 m         | Letitia de Jong | Sanneke de Neeling | Anice Das            |

## Klassementen

### Mannen allround
| #      | Schaatser        | 500m          | 5000m          | 1500m          | 10.000m         | Punten     |
| ------ | ---------------- | ------------- | -------------- | -------------- | --------------- | ---------- |
| Goud   | Marcel Bosker    | 36,73 (2)     | 6.23,29 (1)    | 1.47,58 (1)    | 13.22,65 (1)    | 151,051    |
| Zilver | Lex Dijkstra     | 37,92 (13)    | 6.26,69 (2)    | 1.50,02 (4)    | 13.24,43 (2) pr | 153,483    |
| Brons  | Thomas Geerdinck | 36,81 (3)     | 6.38,62 (6)    | 1.50,90 (7)    | 13.34,94 (5)    | 154,385    |
| 04     | Chris Huizinga   | 37,49 (9)     | 6.31,85 (4)    | 1.49,67 (3)    | 13.49,26 (6) pr | 154,694    |
| 05     | Jos de Vos       | 38,04 (14)    | 6.32,12 (5)    | 1.50,97 (8)    | 13.32,49 (4)    | 154,866    |
| 06     | Gerwin Colje     | 37,02 (5) pr  | 6.43,23 (8) pr | 1.50,79 (6) pr | 14.09,86 (7) pr | 156,766 pr |
| 07     | Marwin Talsma    | 39,69 (19)    | 6.30,64 (3)    | 1.53,63 (16)   | 13.27,84 (3)    | 157,022 pr |
| 08     | Louis Hollaar    | 37,13 (6)     | 6.41,69 (7) pr | 1.51,32 (10)   | 14.23,33 (8)    | 157,571    |
| 09     | Tijmen Snel      | 36,41 (1)     | 6.44,79 (10)   | 1.49,66 (2)    |                 | 113,442    |
| 10     | Victor Ramler    | 37,84 (12)    | 6.43,90 (9) pr | 1.52,42 (12)   |                 | 115,703    |
| 11     | Thijs Roozen     | 36,87 (4)     | 7.03,39 (20)   | 1.50,53 (5)    |                 | 116,052    |
| 12     | Jeroen Janissen  | 37,66 (10)    | 6.53,96 (13)   | 1.51,12 (9)    |                 | 116,096    |
| 13     | Olaf Gerritsen   | 37,13 (6)     | 6.59,69 (16)   | 1.52,32 (11)   |                 | 116,539    |
| 14     | Bart Vreugdenhil | 38,07 (15)    | 6.50,90 (12)   | 1.53,42 (14)   |                 | 116,966    |
| 15     | Jort Boomhouwer  | 37,39 (8)     | 7.00,53 (18)   | 1.53,94 (18)   |                 | 117,423    |
| 16     | Jorick Duijzer   | 37,74 (11) pr | 6.59,85 (17)   | 1.53,19 (13)   |                 | 117,455    |
| 17     | Jan Hamers       | 38,18 (17) pr | 6.55,13 (14)   | 1.54,33 (19)   |                 | 117,803    |
| 18     | Hanno Dahmen     | 38,43 (18)    | 6.56,73 (15)   | 1.53,59 (15)   |                 | 117,996    |
| 19     | Sjoerd Kleinhuis | 38,09 (16) pr | 7.00,84 (19)   | 1.55,22 (20)   |                 | 118,580    |
|        | Kees Heemskerk   | DQ            | 6.50,68 (11)   | 1.53,82 (17)   |                 | 079,008    |

### Vrouwen allround
| #      | Schaatsster            | 500m          | 3000m          | 1500m           | 5000m          | Punten     |
| ------ | ---------------------- | ------------- | -------------- | --------------- | -------------- | ---------- |
| Goud   | Annouk van der Weijden | 40,02 (1)     | 4.07,89 (1)    | 1.58,63 (2)     | 7.07,84 (1)    | 163,662    |
| Zilver | Linda de Vries         | 40,05 (2)     | 4.09,86 (2)    | 1.58,11 (1)     | 7.15,46 (4)    | 164,609    |
| Brons  | Melissa Wijfje         | 40,84 (4)     | 4.10,85 (3)    | 1.59,16 (3)     | 7.17,20 (5)    | 166,088    |
| 04     | Sanne in 't Hof        | 40,93 (5)     | 4.13,10 (4)    | 2.00,97 (4)     | 7.15,27 (3)    | 166,963    |
| 05     | Reina Anema            | 42,04 (14)    | 4.14,31 (5)    | 2.01,09 (5)     | 7.14,59 (2)    | 168,247    |
| 06     | Roza Blokker           | 41,36 (8)     | 4.15,75 (6) pr | 2.02,82 (8) pr  | 7.22,74 (6) pr | 169,199    |
| 07     | Femke Markus           | 41,59 (11)    | 4.16,82 (7)    | 2.01,93 (6)     | 7.25,35 (7)    | 169,571 pr |
| 08     | Aveline Hijlkema       | 40,57 (3)     | 4.20,61 (8)    | 2.02,65 (7)     | 7.36,11 (8) pr | 170,499    |
| 09     | Esther Kiel            | 41,26 (7)     | 4.21,44 (9)    | 2.03,83 (9)     |                | 126,109    |
| 10     | Muriël Meijer          | 41,42 (9)     | 4.28,75 (13)   | 2.04,39 (11)    |                | 127,674    |
| 11     | Natasja Roest          | 41,55 (10)    | 4.29,29 (14)   | 2.03,94 (10)    |                | 127,744    |
| 12     | Willemijn Cnossen      | 41,64 (12)    | 4.27,23 (11)   | 2.05,85 (13)    |                | 128,128    |
| 13     | Robin van Leeuwen      | 42,76 (18)    | 4.26,34 (10)   | 2.05,74 (12) pr |                | 129,063    |
| 14     | Ariane Smit            | 41,07 (6)     | 4.39,07 (16)   | 2.09,16 (15)    |                | 130,634    |
| 15     | Marit Steunenberg      | 41,82 (18)    | 4.40,91 (18)   | 2.07,56 (14)    |                | 131,158    |
| 16     | Sandra Dekker          | 42,25 (15)    | 4.39,20 (17)   | 2.09,33 (16)    |                | 131,893    |
| 17     | Eva van Til            | 42,49 (16) pr | 4.35,36 (15)   | 2.11,50 (18)    |                | 132,216    |
| 18     | Britt de Boer          | 43,52 (19)    | 4.47,39 (19)   | 2.11,33 (17)    |                | 135,194    |
| 19     | Tessa Oudman           | 42,63 (17)    | 4.59,81 (20)   | 2.14,00 (19)    |                | 137,264    |
| 20     | Lilian Temmink         | 44,34 (17)    | 4.28,21 (12)   | 2.28,97 (20)    |                | 138,697    |

### Mannen sprint
| #      | Schaatser             | 500m          | 1000m        | 500m          | 1000m          | Punten     |
| ------ | --------------------- | ------------- | ------------ | ------------- | -------------- | ---------- |
| Goud   | Dai Dai Ntab          | 34,87 (1)     | 1.09,72 (4)  | 34,85 (2)     | 1.09,67 (4)    | 139,415    |
| Zilver | Hein Otterspeer       | 35,30 (3)     | 1.08,91 (2)  | 35,24 (3)     | 1.09,01 (2)    | 139,500    |
| Brons  | Thomas Krol           | 35,55 (6)     | 1.08,52 (1)  | 35,36 (5) pr  | 1.08,99 (1)    | 139,665 pr |
| 04     | Michel Mulder         | 35,08 (2)     | 1.10,35 (6)  | 34,74 (1)     | 1.09,62 (3)    | 139,805    |
| 05     | Pim Schipper          | 35,79 (10)    | 1.10,07 (5)  | 35,62 (8)     | 1.09,93 (7)    | 141,410    |
| 06     | Lennart Velema        | 35,56 (7)     | 1.10,59 (8)  | 35,67 (10)    | 1.09,85 (6)    | 141,450    |
| 07     | Aron Romeijn          | 35,70 (8)     | 1.10,77 (10) | 35,55 (6)     | 1.10,46 (8)    | 141,865    |
| 08     | Wesly Dijs            | 36,03 (11) pr | 1.10,44 (7)  | 35,98 (12) pr | 1.09,70 (5) pr | 142,080    |
| 09     | Lucas van Alphen      | 35,34 (4) pr  | 1.09,27 (3)  | 35,26 (4) pr  | 1.14,80 (20)   | 142,635    |
| 10     | Jesper Hospes         | 35,74 (9)     | 1.11,61 (12) | 35,61 (7)     | 1.11,13 (10)   | 142,720    |
| 11     | Gijs Esders           | 36,20 (14)    | 1.11,61 (12) | 35,70 (11) pr | 1.10,84 (9)    | 143,125    |
| 12     | Niek Deelstra         | 36,11 (12)    | 1.12,35 (16) | 36,15 (13)    | 1.11,40 (12)   | 144,135    |
| 13     | Thijs Govers          | 36,18 (13)    | 1.11,97 (15) | 36,35 (15)    | 1.11,48 (13)   | 144,255    |
| 14     | Tom Kant              | 36,66 (19)    | 1.11,49 (11) | 36,36 (17) pr | 1.11,22 (11)   | 144,375    |
| 15     | Joost Born            | 36,35 (16)    | 1.11,94 (14) | 36,36 (17)    | 1.12,05 (15)   | 144,705    |
| 16     | Mark Nomden           | 36,46 (17)    | 1.12,54 (18) | 36,33 (14)    | 1.12,08 (16)   | 145,100 pr |
| 16     | Frerik Scheffer       | 36,48 (18)    | 1.12,46 (17) | 36,46 (19) pr | 1.11,86 (14)   | 145,100 pr |
| 18     | Joost van Dobbenburgh | 36,22 (15) pr | 1.12,90 (20) | 36,35 (15)    | 1.12,36 (18)   | 145,200    |
| 19     | Joep Kalverdijk       | 36,78 (20)    | 1.12,75 (19) | 36,57 (20)    | 1.12,22 (17)   | 145,835    |
| 20     | Thijmen Polman        | 37,34 (21)    | 1.14,12 (21) | 37,49 (21)    | 1.14,13 (19)   | 148,955 pr |
|        | Martijn van Oosten    | 35,38 (5)     | 1.10,70 (9)  | 35,62 (8)     | DQ             | 106,350    |
|        | Wessel Schilders      | 37,70 (22)    | 1.14,92 (22) | WDR           |                | 075,160    |

### Vrouwen sprint
| #      | Schaatsster           | 500m          | 1000m           | 500m          | 1000m        | Punten     |
| ------ | --------------------- | ------------- | --------------- | ------------- | ------------ | ---------- |
| Goud   | Letitia de Jong       | 38,78 (2)     | 1.16,15 (1)     | 38,62 (1)     | 1.16,22 (1)  | 153,585    |
| Zilver | Anice Das             | 38,76 (1)     | 1.17,16 (2)     | 39,14 (5)     | 1.17,15 (3)  | 155,055    |
| Brons  | Sanneke de Neeling    | 39,17 (4)     | 1.17,79 (5)     | 38,95 (2)     | 1.16,84 (2)  | 155,435    |
| 04     | Lotte van Beek        | 39,85 (10)    | 1.17,23 (3)     | 39,45 (6)     | 1.17,75 (5)  | 156,790    |
| 05     | Roxanne van Hemert    | 39,66 (8)     | 1.17,70 (4)     | 39,69 (8)     | 1.17,57 (4)  | 156,985    |
| 06     | Floor van den Brandt  | 39,07 (3)     | 1.19,54 (10)    | 38,98 (3)     | 1.19,23 (7)  | 157,435    |
| 07     | Manouk van Tol        | 39,77 (9)     | 1.18,35 (7)     | 39,66 (7) pr  | 1.18,21 (6)  | 157,710    |
| 08     | Dione Voskamp         | 39,37 (5)     | 1.19,47 (8)     | 39,00 (4) pr  | 1.19,79 (9)  | 158,000    |
| 09     | Helga Drost           | 40,01 (13)    | 1.20,05 (12)    | 39,72 (9)     | 1.20,18 (10) | 159,875    |
| 10     | Tessa Boogaard        | 40,14 (14)    | 1.20,07 (13)    | 40,02 (13)    | 1.19,47 (8)  | 159,930    |
| 11     | Anouk Karel           | 39,85 (10)    | 1.20,77 (16)    | 39,74 (10) pr | 1.20.79 (14) | 160,370 pr |
| 12     | Leeyen Harteveld      | 40,23 (17)    | 1.19,86 (11)    | 40,32 (15)    | 1.20,21 (11) | 160,585    |
| 13     | Rachelle van de Griek | 40,22 (16)    | 1.20,46 (14)    | 39,98 (12)    | 1.20,47 (13) | 160,655    |
| 14     | Danouk Bannink        | 40,19 (15)    | 1.21,36 (17)    | 40,12 (14)    | 1.20,25 (12) | 161,115    |
| 15     | Anouk Sanders         | 40,78 (19) pr | 1.20,72 (15) pr | 41,05 (18)    | 1.21,18 (15) | 162,780    |
| 16     | Naomi Weeland         | 40,41 (18)    | 1.23,04 (19)    | 40,47 (16)    | 1.22,13 (16) | 163,465    |
| 17     | Nienke Kleinsman      | 40,96 (20)    | 1.22.80 (18)    | 40,64 (17)    | 1.22,87 (17) | 164,435 pr |
|        | Isabelle van Elst     | 39,93 (12)    | 1.19,50 (9)     | 39,82 (11)    | WDR          | 119,500    |
|        | Sanne van der Schaar  | 39,45 (6)     | 1.17,83 (6)     | DNF           |              | 078,365    |
|        | Ireen Wüst            | 39,56 (7)     | WDR             |               |              | 039,560    |